# Sierra de la Culebra (Red Natura 2000)
La sierra de la Culebra es un espacio natural protegido por la Red Natura 2000 en la provincia de  Zamora (Castilla y León, España).
Fue propuesto como lugar de importancia comunitaria (LIC) en enero de 1998, incluyendo un espacio territorial de 61.305,2 ha. Este espacio natural es reserva nacional de caza desde 1973 y reserva regional de caza desde 1996. También forma parte del «Plan de Espacios Naturales Protegidos de Castilla y León» desde la promulgación de la «Ley 8/1991, de Espacios Naturales de Castilla y León», aprobada por las Cortes de Castilla y León el 30 de abril de 1991.

## Ubicación
Su configuración longitudinal hace que abarque territorios de varias comanarcas zamoranas, entre ellas las de Aliste, Tierra de Tábara, Carballeda y Sanabria, aunque también limita con la vecina Trás-os-Montes de Portugal. 
Afecta parcialmente a los municipios de Ferreras de Abajo, Ferreras de Arriba, Ferreruela, Figueruela de Arriba, Mahíde, Manzanal de Arriba, Otero de Bodas, Pedralba de la Pradería, Puebla de Sanabria, Riofrío de Aliste, Tábara y Villardeciervos.

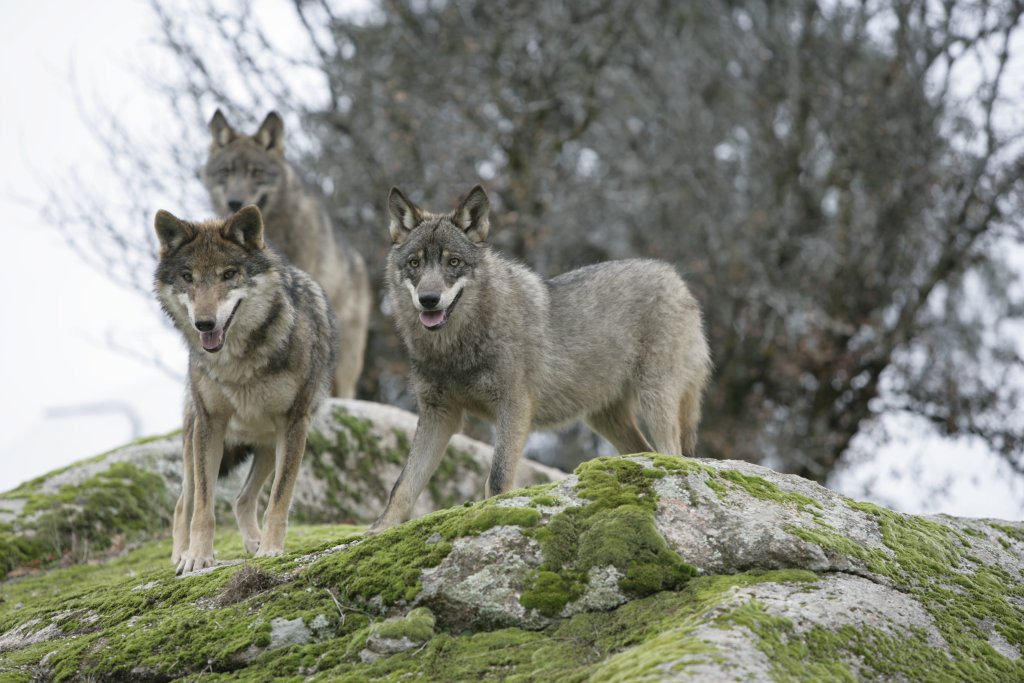
Ejemplares de lobo ibérico, la especie más emblemática de la sierra de la Culebra

| PROVINCIA | CÓDIGO | MUNICIPIO               | FIGURA RN2000 | CÓDIGO UE | NOMBRE DEL LUGAR     | ÁREA LUGAR | SUPERFICIE EN EL MUNICIPIO (ha) | % DEL MUNICIPIO | % DEL TOTAL DEL LUGAR |
| --------- | ------ | ----------------------- | ------------- | --------- | -------------------- | ---------- | ------------------------------- | --------------- | --------------------- |
| Zamora    | 49066  | Ferreras de Abajo       | LIC           | ES4190033 | Sierra de la Culebra | 61.305,20  | 4.185,74                        | 47              | 6,8                   |
| Zamora    | 49067  | Ferreras de Arriba      | LIC           | ES4190033 | Sierra de la Culebra | 61.305,20  | 4.232,96                        | 88              | 6,9                   |
| Zamora    | 49068  | Ferreruela              | LIC           | ES4190033 | Sierra de la Culebra | 61.305,20  | 3.356,79                        | 36              | 5,5                   |
| Zamora    | 49069  | Figueruela de Arriba    | LIC           | ES4190033 | Sierra de la Culebra | 61.305,20  | 7.181,11                        | 47              | 11,7                  |
| Zamora    | 49104  | Mahíde                  | LIC           | ES4190033 | Sierra de la Culebra | 61.305,20  | 3.964,24                        | 36              | 6,5                   |
| Zamora    | 49110  | Manzanal de Arriba      | LIC           | ES4190033 | Sierra de la Culebra | 61.305,20  | 10.556,15                       | 81              | 17,2                  |
| Zamora    | 49139  | Otero de Bodas          | LIC           | ES4190033 | Sierra de la Culebra | 61.305,20  | 1.363,67                        | 27              | 2,2                   |
| Zamora    | 49145  | Pedralba de la Pradería | LIC           | ES4190033 | Sierra de la Culebra | 61.305,20  | 6.293,11                        | 60              | 10,3                  |
| Zamora    | 49166  | Puebla de Sanabria      | LIC           | ES4190033 | Sierra de la Culebra | 61.305,20  | 7.001,78                        | 86              | 11,4                  |
| Zamora    | 49176  | Riofrío de Aliste       | LIC           | ES4190033 | Sierra de la Culebra | 61.305,20  | 3.722,30                        | 33              | 6,1                   |
| Zamora    | 49214  | Tábara                  | LIC           | ES4190033 | Sierra de la Culebra | 61.305,20  | 5.365,11                        | 48              | 8,8                   |
| Zamora    | 49262  | Villardeciervos         | LIC           | ES4190033 | Sierra de la Culebra | 61.305,20  | 4.065,10                        | 47              | 6,6                   |

## Descripción

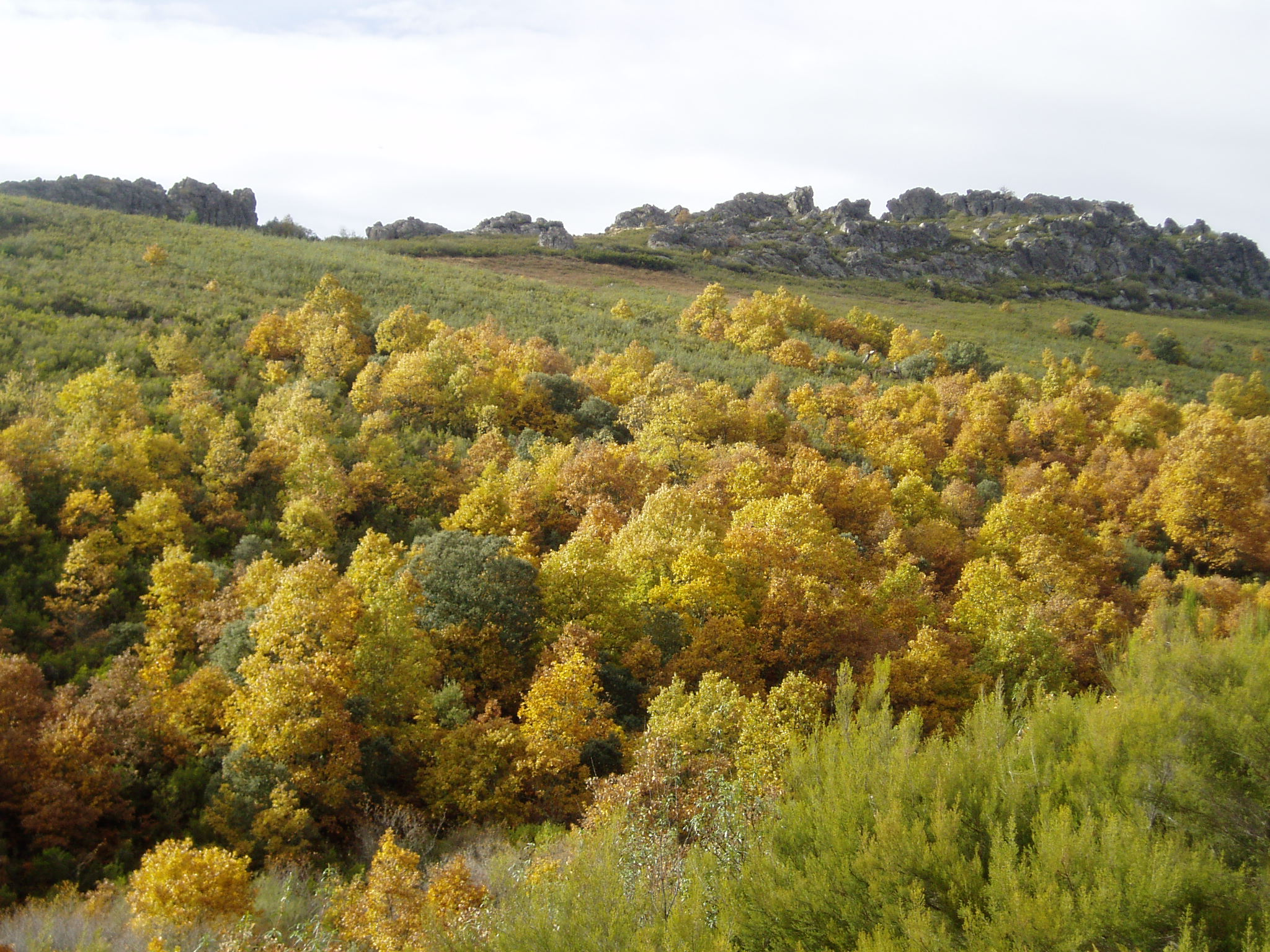
Castañar de Flechas

Se trata de un espacio natural en el que se encuentra la distribución límite septentrional de algunas especies mediterráneas, como el alcornoque, y la gran diversidad y riqueza faunística. Destaca la importante población de lobo ibérico, una de las especies más emblemáticas del territorio español y que regula de forma natural las poblaciones de ungulados que se encuentran presentes en este territorio, principalmente de ciervos, corzos y jabalíes.

## Vulnerabilidad
La vulnerabilidad de este espacio natural viene dada por la proliferación de infraestructuras viarias (pistas, carreteras y tren de alta velocidad), las explotaciones mineras a cielo abierto de pizarra, la instalación de parques eólicos y el turismo incontrolado.